# Hägnan
Hägnan var ett arbetarbostadsområde som uppfördes av industriföretaget Bofors. Området var beläget söder om Björkborn och öster om Timsälven. Delar av området har tidigare använts som testområde, där fanns bland andra verksamheter en cirkulär körbana för kanoner.
Hägnan revs under 1970-talet, och i dag består området av sly och övergivna bostadsfundament.
Under 2020-talet har planer på byggnation ånyo tillkännagivits av samhällsplaneringschefen Bosse Björk.